# إيما غونزاليس
إيما غونزاليس (بالإنجليزية: Emma González)‏ هي ناشِطة أمريكية، ولدت في 11 نوفمبر 1999 في فلوريدا في الولايات المتحدة.

## وصلات خارجية
- إيما غونزاليس على موقع IMDb (الإنجليزية)